# والس تایتانیک
والس تایتانیک (انگلیسی: Titanic Waltz) یک فیلم کمدی رومانیایی است که در سال ۱۹۶۴ منتشر شد.

## بازیگران
- میتزورا آرگزی
- یون دیچیسانو
- هوریا کاچولسکو
- تامارا بوچوچانو
- اشتفان میهایلسکو-بریلا
- کوکا آندرونسکو
- گریگوره واسیلیو بیرلیک
- یون فینتشتئانو
- میهای فونتینو
- کنستانتین رائوتسکی